# Fodina ostorius
Fodina ostorius är en fjärilsart som beskrevs av Donovan 1805. Fodina ostorius ingår i släktet Fodina och familjen nattflyn. Inga underarter finns listade i Catalogue of Life.